# Robert Huel
Robert Huel, né le 23 avril 1907 à Baccarat (Meurthe) et mort le 6 septembre 1992 à Nice (Alpes-Maritimes) est un homme politique français.

## Biographie
Fils d'un industriel lorrain, maire-adjoint de Nancy entre 1927 et 1931, Robert Huel suit des études de médecine à Nancy quand il s'engage dans la vie publique.
Président de plusieurs associations étudiantes (jeunesses universitaires, en 1928, association des externes des hôpitaux de Nancy en 1930, association générale des étudiants de Nancy en 1931), il exerce à partir de 1934 comme oto-rhinolaryngologue.
Mobilisé au début de la Seconde Guerre mondiale comme médecin militaire, il s'engage en 1944 dans la première armée française et participe à la libération du territoire national. Son action pendant la guerre lui vaut la croix de guerre et la légion d'honneur à titre militaire.
Son passage à l'arène politique se fait dans le sillage de Charles de Gaulle. Il adhère ainsi au RPF à sa fondation, et mène la liste de ce parti en Haute-Marne lors des législatives de 1951.
Elu député, il s'oriente, après la mise en sommeil du RPF, vers la droite. Ainsi, il soutient le gouvernement de Joseph Laniel, et s'oppose clairement à celui de Pierre Mendès France.
Cette évolution le conduit à quitter, en avril 1955 le groupe des républicains sociaux pour rejoindre celui de l'Action républicaine et sociale.
C'est avec cette étiquette qu'il est réélu en 1956, obtenant 18,5 % des voix. Il siège cependant au sein du groupe de droite des Indépendants et paysans d'action sociale, dominé par les élus du CNI.
Sa carrière politique s'achève avec la Quatrième République.

## Sources
Biographie sur le site de l'assemblée nationale